# Kubanez
| Kubanez           | Kubanez |
| ----------------- | --- |
| Bauwerft:         | ROPiT (РОПиТ), Odessa |
| Kiellegung:       | 9. April 1886 |
| Stapellauf:       | 28. März 1887 |
| Indienststellung: | 8. August 1887 |
| Dienstzeit:       | 1887–1923 |
| Verdrängung:      | 1280 t |
| Länge:            | 67,2 m |
| Breite:           | 12,2 m |
| Tiefgang:         | 3,7 m |
| Antrieb:          | Segel, zwei liegende Verbunddampfmaschinen 4 Flammrohrkessel 2 Schrauben 1819 PSi |
| Geschwindigkeit:  | 13,0 kn |
| Reichweite:       | 2100 sm bei 6 kn |
| Besatzung:        | 180 ab 1914: 137 |
| Bewaffnung:       | Geschütze: ab 1887: - 2 × 8-Zoll-Kanone M1885 - 1 × 152-mm-L/35-Kanone M1877 - 6 × 47 mm - 1 × 37 mm Torpedorohre - 1 × 381 mm nach Umbewaffnung: - 2 × 152-mm-L/45-Kanone M1892 - 1 × 120-mm-L/45-Kanone - 2 × 75-mm-L/50 - 4 × 47 mm - 2 × MG |

Kubanez (Кубанец) war der Name eines seegehenden Kanonenbootes der Kaiserlichen Russischen Marine. 1887 in Dienst gestellt, wurde es 1923 verkauft und nach 1945 verschrottet.  Der Name des Bootes entspricht der russischen Bezeichnung für einen Bewohner des Gebietes am Kuban und die Kubankosaken.
Das Boot wurde im Rahmen des Flottenrüstungsprogramms für die Jahre 1882–1902 beschafft. Es war für den Dienst in der russischen Schwarzmeerflotte vorgesehen.
Die Kubanez wurde am 9. April 1886 bei der Werft der Russischen Gesellschaft für Dampfschifffahrt und Handel (Русское общество пароходства и торговли) in Odessa auf Kiel gelegt. Wie alle für den Dienst in der Schwarzmeerflotte vorgesehenen Boote wurde es auf einer russischen Werft gebaut, während die für den Dienst in der Ostsee und im Fernen Osten gedachten Boote auf ausländischen Werften hergestellt wurden. Der Stapellauf fand am 28. März 1887 statt. Das Boot wurde am 8. August 1887 nach erfolgter Ausrüstung in Dienst gestellt. Nach der Indienststellung wurde die Kubanez dem russischen Mittelmeergeschwader zugeteilt und versah Stationsdienst in verschiedenen Häfen des Mittelmeeres.

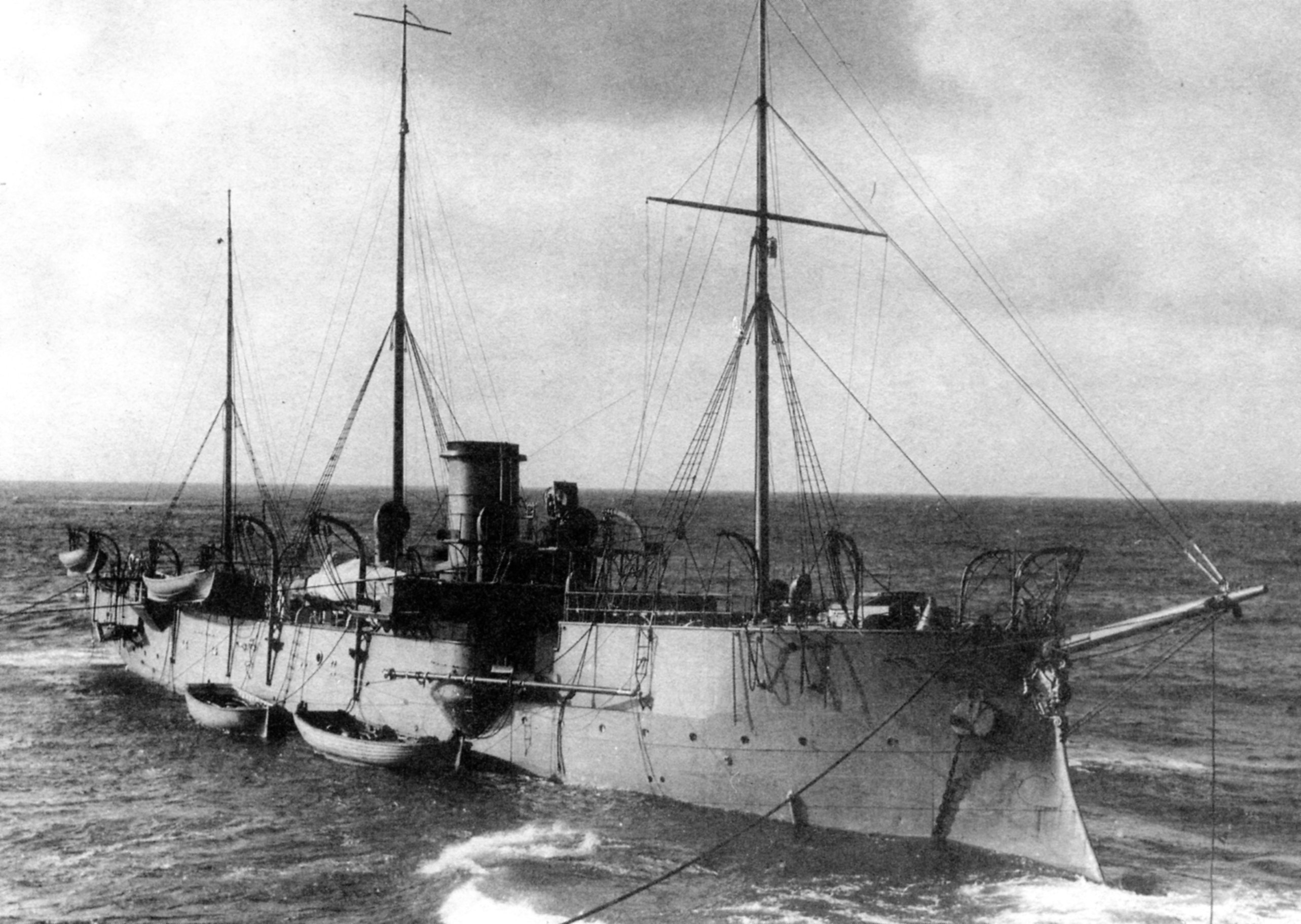
Kanonenboot Kubanez nach erfolgter Modernisierung

Im Jahr 1900 wurde das Boot einer Hauptinstandsetzung unterzogen und ab dem Folgejahr als Ausbildungsboot eingesetzt. Die Einsatzjahre des Bootes verliefen zunächst unspektakulär. Im Jahr 1912 folgte die nächste Hauptinstandsetzung, die gleichzeitig mit einem Austausch der Bewaffnung verbunden war. Am 16. November 1913 beteiligte sich das Boot an der Rettung der Besatzung des vor Sewastopol auf Grund gelaufenen Kanonenbootes Uralez. Dabei kenterte der eingesetzte Kutter, sechs Matrosen der Kubanez fanden den Tod.
Während des Ersten Weltkrieges war die Kubanez zunächst den Küstenverteidigungskräften des Schwarzen Meeres zugeteilt.
Das Boot war an der Abwehr des Angriffs türkischer Flottenkräfte auf den Hafen von Odessa beteiligt. Ab August 1916 gehörte die Terez zur russischen Donauflottille. Hauptaufgabe war hier die Feuerunterstützung der russischen Truppen an Land.
Am 18. Januar 1918 ging das Boot auf die Seite der sowjetrussischen Truppen über. Während der Besetzung der Schwarzmeerhäfen durch deutsche Truppen wurde es am 1. Mai 1918 von diesen in Sewastopol übernommen. Das Boot wurde der Ukrainischen Flotte zugeteilt. Nach dem Abzug der Deutschen gelangte es dann am 14. Dezember 1918 in die Hände der britisch-französischen Interventionskräfte. Am 14. Mai 1919 wurde das Boot von diesen in den Hafen von Noworossijsk bugsiert. Bei ihrem Abzug aus Temrjuk am 23. August 1920 versenkten die weißgardistischen Truppen die Kubanez.
Im Jahr 1921 wurde die Kubanez gehoben, instand gesetzt, in Krasny Kubanez (Красный Кубанец, deutsch: Roter Kubankosake) umbenannt und wieder in Dienst gestellt. Am 17. Dezember 1923 wurde die Bewaffnung des Bootes abgerüstet und die Krasny Kubanez der EPRON als Hilfsschiff übergeben. Im Jahr 1928 kaufte das Staatliche Fischfangsyndikat (Госрыбсиндикат) das Boot. Nach 1945 wurde das Schiff verschrottet, das genaue Datum ist jedoch nicht mehr feststellbar.